# Ophiopholis kennerlyi
Ophiopholis kennerlyi är en ormstjärneart som beskrevs av George Richard Lyman 1860. Ophiopholis kennerlyi ingår i släktet Ophiopholis och familjen bandormstjärnor. Inga underarter finns listade i Catalogue of Life.